# Rue Fontaine d'Amour
Pour les articles homonymes, voir Fontaine, Amour et Rue d'Amour.
La rue Fontaine d'Amour (en néerlandais : Minnebronstraat) est une rue bruxelloise de la commune de Schaerbeek, qui va du carrefour de la rue des Pâquerettes et de la rue Godefroid Devreese à l'avenue des Azalées, en passant par la rue Josse Impens.
Cette rue porte le nom d'une source située un peu plus loin, dans le parc Josaphat.

## Souvenirs littéraires
Le poète orientalisant Jean Groffier habitait, vers les années 1930, dans la charmante maison du 11, rue Fontaine d'Amour, œuvre de l'architecte éclectique René Bartholeyns.
L'auteur Jef Aerts a écrit un roman sur cette rue, avec un titre éponyme.

### Liens externes

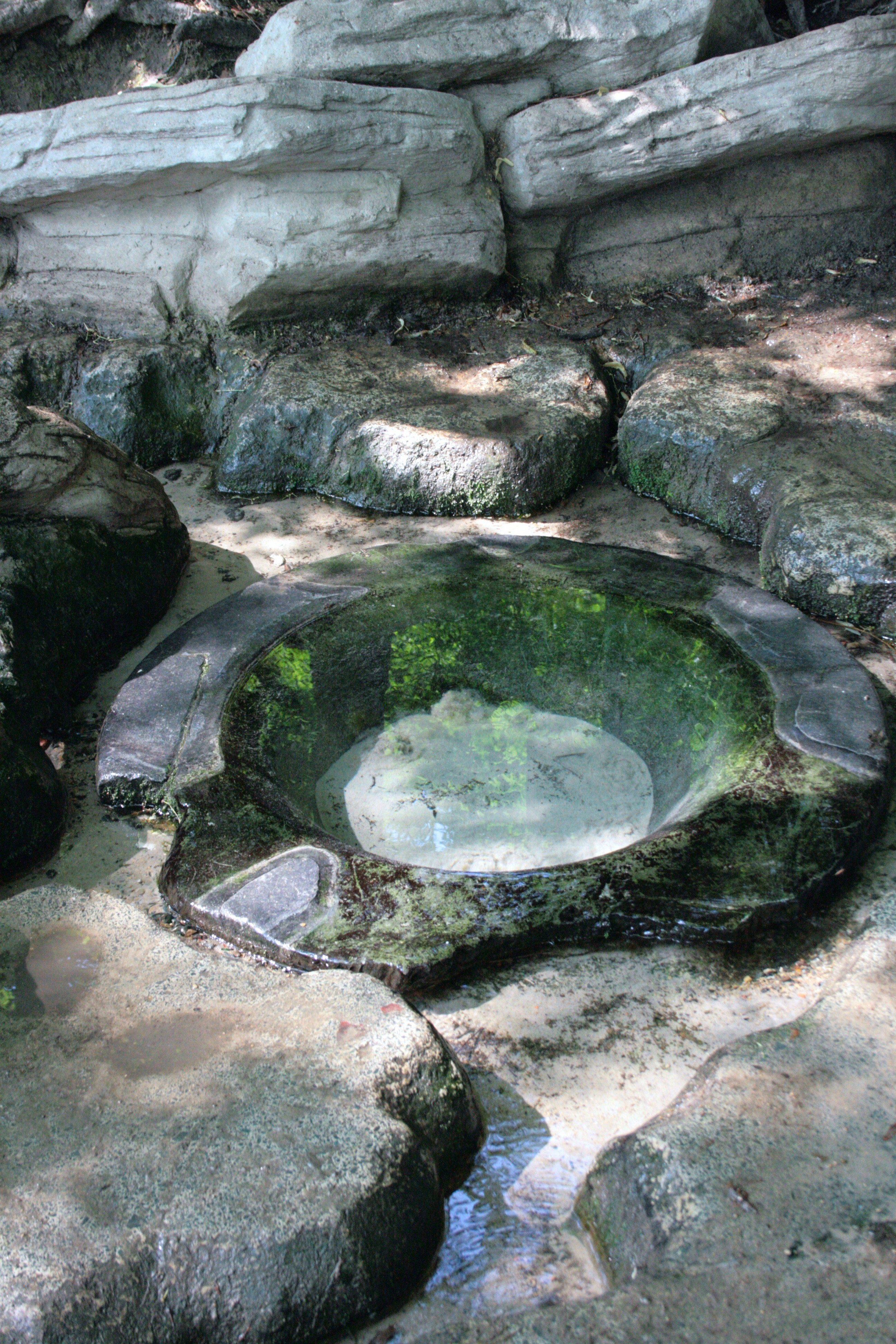
La source qui se trouve au parc Josaphat, s'appelle 'La Fontaine D'Amour."